# Свети Георги (Маратуса)
Вижте пояснителната страница за други значения на Свети Георги.
„Свети Георги“ (на гръцки: Ἱερός Ναός Ἁγίου Γεωργίου) е православна църква в село Маратуса (Като Равна), Халкидики, Гърция, част от Йерисовската, Светогорска и Ардамерска епархия.

## История
На мястото на църквата в центъра на селото в османско време е била разположена селската джамия в ограден двор. След като Като Равна попада в Гърция, заселените в селото бежанци превръщат джамията в църква, в която полагат донесените от тях свещени реликви - камбана, икони, резбовано разпятие. В 1944 година обаче тази сграда е опожарена от германските войски и реликвите без камбаната са унищожени. Църквата е разположена в центъра на селото. В 1954 година с доброволни средства на жителите на Маратуса и от целия полуостров, както и с помощ от Света гора, започва строежът на нов храм.
В архитектурно отношение е трикорабна базилика без нартекс. Изписана е с красиви стенописи. Северно от църквата има два кръстокуполни параклиса в атонски стил.